# بنغاس كتفي
بنغاس كتفي (الاسم العلمي:Pangasius humeralis ) هو نوع من الأسماك يتبع جنس البنغاس من فصيلة سلور القرش.